# День адвокатури
День адвокатури — професійне свято України. Відзначається щорічно 19 грудня.

## Історія свята
Свято встановлено в Україні «…ураховуючи важливу роль адвокатури в розбудові правової держави, захисті конституційних прав і свобод громадян, велике громадське значення цієї правозахисної інституції в Україні…» згідно з Указом Президента України «Про День адвокатури» від 2 грудня 2002 року № 1121/2002.

## Привітання
- З Днем адвокатури України: найщиріші привітання у прозі та листівках, історія свята// ТСН, автор - Тетяна Малежик, Процитовано 19 грудня 2022 року